# Milan Cimfe
Milan Cimfe (* 7. září 1966 České Budějovice) je český hudebník, hudební producent a zvukař. V letech 2006 až 2007 byl členem skupiny Krucipüsk, ale věnuje se převážně produkování alb různých interpretů. Během své kariéry spolupracoval s mnoha hudebníky, mezi které patří například Ivan Král a Michal Pavlíček nebo skupiny Lili Marlene, Kabát a Pražský výběr. V roce 2004 hrál roli člena hudební skupiny v americkém filmu Hon za svobodou. Je spolumajitelem nahrávacího studia Sono.

## Diskografie (nekompletní)
- Srdce z Avalonu (České srdce, 1993)
- Každej to má rád (Marcela Březinová, 1993)
- Černý kočky mokrý žáby (Lucie, 1994)
- A takhle tady žijem (He Band, 1994)
- Jenom kouř (Yo Yo Band, 1995)
- Ukončete nás (Tata bojs, 1997)
- Běr (Pražský výběr, 1997)
- Den šťastného koně (Ivan Hlas, 1997)
- Modré z nebe (Ivan Král, 1997)
- Jaro lomeno divnosti (Tata bojs, 1997)
- Marx Engels Beatles (Vltava, 1998)
- Prohlédnutí / Clear Eyes (Ivan Král, 1998)
- Invaze (Burma Jones, 1998)
- Soubor kreténů (Tři sestry, 1999)
- MegaHu (Kabát, 1999)
- Go satane go (Kabát, 2000)
- ... "dancing barefoot" (Ivan Král, 1999)
- Slunečnice (Lucie, 2000)
- Jizvy lásky (Petr Muk, 2000)
- Když bozi zestárnou (Vltava, 2000)
- Andělové z nebe (Radůza, 2001)
- Síla zvyku (Kern a Jaroslav Albert Kronek, 2001)
- Ty vole, na základní škole… (Sto zvířat, 2002)
- Woo-Doo! (Kamil Střihavka, 2002)
- Dole v dole (Kabát, 2003)
- Nová deska (Lenka Nová, 2003)
- Proměny tour 2003 (Čechomor, 2003)
- Fabrica Atomica (Oskar Petr, 2003)
- Ztraceni v inspiracích (UDG, 2004)
- Corrida (Kabát, 2006)
- Život ve vteřinách.cz (Petr Bende, 2006)
- Buď a Nebe (UDG, 2007)
- Na větvi (Krausberry, 2007)
- 07 (Chinaski, 2007)
- Eternal Seekers (Eternal Seekers, 2008)
- Jistota se houpá (Matahari, 2008)
- CinemaSonics (Doug Wimbish, 2008)
- Mlsná (Divokej Bill, 2009)
- The Chair in the Doorway (Living Colour, 2009)
- Pozdravuj (Medvěd 009, 2010)
- Čo sa týka lásky (Miro Šmajda, 2010)
- Banditi di Praga (Kabát, 2010)
- Srdeční záležitosti (Michal Pavlíček, 2010)
- Baromantika (Lenka Dusilová, 2011)
- Rotující nebe (Olga Lounová, 2011)
- Hraju na klavír v bordelu (Sto zvířat, 2012)
- Troubles (Dirtmusic, 2013)
- G2 Acoustic Stage (Wohnout, 2013)
- Tlustej chlapeček se včelou v kalhotách (Sto zvířat, 2013)
- Freak Show (Fru Fru, 2013)
- Release the Madness (Greyzone, 2014)
- V hodině smrti (Lenka Dusilová, 2014)
- Vrány a havrani (Lili Marlene, 2014)
- Lanugo, 2014 (Lanugo, 2014)
- Do pekla/do nebe (Kabát, 2015)
- Ministerstvo mýho nitra (Sto zvířat, 2015)
- Alchymie (Wanastowi vjecy, 2016)
- Nekřičela (Souperman, 2016)
- Nononononininini (Vertigo Quintet, 2016)
- Třínohý pes (Mňága a Žďorp, 2017)
- Tebe (Hex, 2017)
- Fu(c)k T den (3day, 2017)
- Jednou tě potkám (Vladimír Mišík, 2019)
- Řeka (Lenka Dusilová, 2020)